# Мещанский (посёлок)
Мещанский — поселок в Ртищевском районе Саратовской области в составе Шило-Голицынского муниципального образования.

## География
Находится на расстоянии примерно 5 километров по прямой на юг от районного центра города Ртищево. 

## История
Основан в конце XVIII века.

## Население
Постоянное население составило 33 человека Я(61% русские, 36% езиды) в 2002 году, 26 в 2010.